# Jordi Peris
Jordi Peris Blanes (Valencia, 10 de septiembre de 1972)  es profesor universitario en la Universidad Politécnica de Valencia, especializado en participación ciudadana y cooperación para el desarrollo. Desde enero de 2015 es portavoz de València en Comú,  plataforma ciudadana municipalista anteriormente conocida como Guanyem València. En las elecciones municipales de 2015 fue el cabeza de lista de València en Comú y candidato a la alcaldía de Valencia y resultó elegido concejal del ayuntamiento de Valencia.

## Biografía
Estudió Ingeniería de Telecomunicaciones en la Universidad Politécnica de Valencia e hizo el doctorado en el programa de Gestión de Proyectos e Innovación. En 2002, fue nombrado Profesor titular de Escuela Universitaria de la Universidad Politécnica de Valencia, del área de conocimiento "Proyectos de Ingeniería", adscrita al Departamento de Proyectos de Ingeniería, Innovación, Desarrollo y Diseño Industrial y Rural. Buena parte de su docencia universitaria ha estado dedicada a la dirección y gestión de proyectos, así como al diseño en ingeniería.
Su interés por las cuestiones sociales y políticas se materializó cuando entró a formar parte de Ingenieros Sin Fronteras-Valencia, ONGD de la que fue presidente. En esa línea fue creador, junto a otros profesores e investigadores, del 'Grupo de Estudios en Desarrollo, Cooperación y Ética', cuyo objetivo consistía en promover la investigación y la docencia universitaria en ese campo. Ha dirigido y participado en proyectos de investigación diversos sobre el desarrollo humano y sostenible en relación con cuestiones como la gobernanza, la participación, los procesos de planificación, la rendición de cuentas, el cambio climático, la movilización social, la educación para el desarrollo o la defensa de derechos. Los resultados de estas investigaciones han sido publicadas en revistas como Habitat International Sustainable Development, International Development Planning Review o Journal of International Development. Ha participado y dirigido dos másteres específicos sobre la materia, el Máster en Cooperación al Desarrollo y el Máster en Políticas y Procesos de Desarrollo, con su especialización en Gestión de Proyectos y Procesos de Desarrollo. A día de hoy la mayor parte de su docencia e investigación se centra en esta materia. En relación con esos proyectos de investigación ha pasado importantes periodos de tiempo en países como México, Holanda y Kenia.

## València en Comú
El 30 de enero de 2015 el plenario de Guanyem, la plataforma ciudadana que más tarde pasaría a denominarse València en Comú, eligió a los diez portavoces que debían representar a la plataforma hasta la celebración de unas primarias en las que se decidieran los integrantes de la candidatura para las elecciones municipales. Jordi Peris fue el candidato más votado seguido por Rafael Monterde, y desde entonces ejerció como primer portavoz de la plataforma, que se presentaba como un proyecto municipalista con capacidad para construir una alternativa política a los partidos que, hasta ese momento, habían concurrido a las elecciones en Valencia. La participación ciudadana, la defensa de los derechos sociales, la regeneración democrática y las políticas del bien común fueron los ejes principales que estructruaron desde entonces su propuesta política. El 15 de febrero, en su tercera asamblea, Guanyem decidió convertirse en partido instrumental con el objetivo de presentarse a las elecciones municipales. Esa opción, que resultó mayoritaria en una tensa votación, era la defendida por la secretaría general de Podemos Valencia, contra el criterio de los integrantes de Esquerra Unida, que abogaban por la opción de una coalición electoral.  A mediados de marzo, Guanyem València decidió adoptar el nombre definitivo de València en Comú, dado que un asesor del PP había registrado la marca Guanyem, lo que dificultaba considerablemente presentarse a las elecciones bajo esa denominación.
A las elecciones primarias, celebradas entre el 6 y el 8 de abril de 2015 de abril, concurrieron 15 candidatos a la alcaldía. Jordi Peris resultó el candidato más votado con un 66'6 de los votos, frente al 12,7 de Milena Leal, la segunda candidata con mayor respaldo. Por ello, fue postulado como candidato de la formación a la alcaldía de Valencia. Durante la campaña electoral participó en numerosos debates juntos a los demás candidatos Joan Ribó (Compromís), Amadeu Sanchís (Esquerra Unida), Joan Calabuig (PSPV) y Fernando Giner (Ciudadanos) que concurrían a las elecciones con el objetivo de desbancar a la hasta entonces alcaldesa Rita Barberá (PP).
En las elecciones municipales del 24 de mayo de 2015, València en Comú consiguió un 9,81 por ciento de los votos en la ciudad de Valencia y 3 concejales. Además de Jordi Peris resultaron también elegidos María Oliver y Roberto Jaramillo. Teniendo en cuenta los resultados electorales conseguidos por la izquierda en la ciudad, València en Comú se convirtió en una pieza importante de la nueva mayoría progresista de la ciudad.

## Publicaciones
- Jordi Peris Blanes. "La participación en el desarrollo. Continuidades y rupturas en perspectiva histórica". II Congreso Internacional de Educación para el Desarrollo, Universidad de Huelva, 2014.
- Ortega, Margarita Bosch y Jordi Peris Blanes. "Capacidades de participación para el desarrollo humano en proyectos de infraestructuras. Una visión de los procesos impulsados por Arquitectos Sin Fronteras en el municipio de Santa Teresa, Nicaragua."II Congreso Internacional de Educación para el Desarrollo, Universidad de Huelva, 2014.
- Jordi Peris, Míriam Acebillo-Baqué, Carola Calabuig. "Scrutinizing the link between participatory governance and urban environment management. The experience in Arequipa during 2003–2006" Original Research Article. Habitat International, Volume 35, Issue 1, January 2011, pp. 84-92.
- Alejandra Boni, Jordi Peris, Rosemary McGee, Míriam Acebillo-Baqué, Andrés Hueso. "Exploring Accountability Discourses and Practices in the Spanis Aid System" Journal of International Development. Volume 26, Issue 4, May 2014 pp. 541–555.
- Jordi Peris, Sarai Fariñas, Estela López, Alejandra Boni. "Expanding collective agency in rural indigenous communities in Guatemala: a case for El Almanario approach (enlace roto disponible en Internet Archive; véase el historial, la primera versión y la última)."International Development Planning Review Jan 2012, Vol. 34, Issue 1, pp. 83-102.
- Alejandra Boni, Jordi Peris, Sergio Belda y & Luis Terol.. "Elementos para una práctica crítica del desarrollo. Repensando la formación universitaria desde la ED". Educación Global Research, 2012, 2.